# Schaalsee

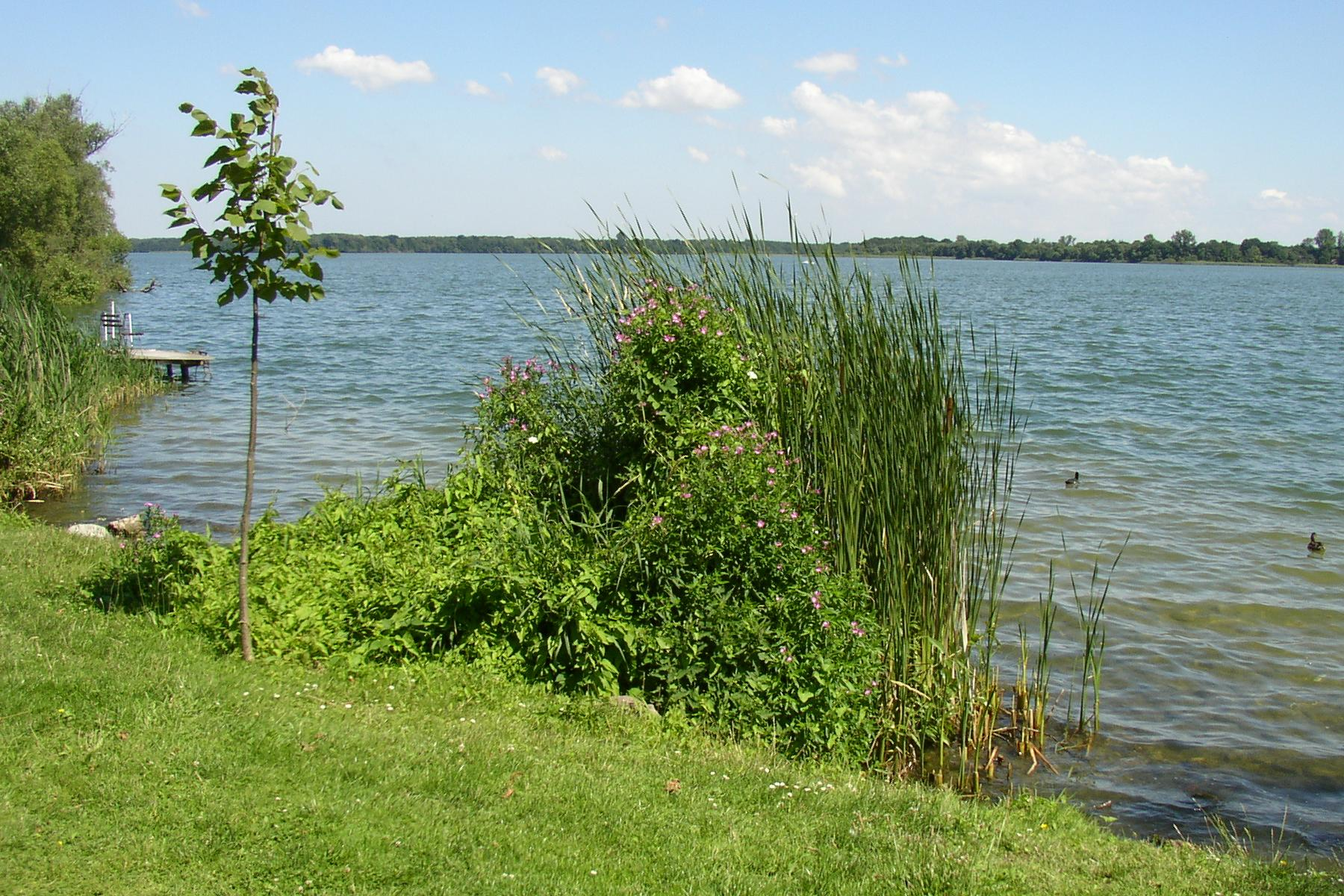
Schaalsee

Lo Schaalsee è un lago tedesco situato nella parte settentrionale della Germania, tra i Bundesländer di Schleswig-Holstein e Meclemburgo-Pomerania Anteriore, nel mezzo della vasta area triangolare situata tra Amburgo, Lubecca e Schwerin.
Il lago è posto a un'altitudine di 35 m sul livello del mare, la sua profondità media è di 17 m mentre la massima è di 71,5 m.
Nel 2000 il lago e il territorio ad esso connesso, per un'area totale di 309 km², sono stati dichiarati dall'UNESCO riserva della biosfera.

## Città e paesi sulle rive del lago
- Zarrentin am Schaalsee